# Solarigrafia

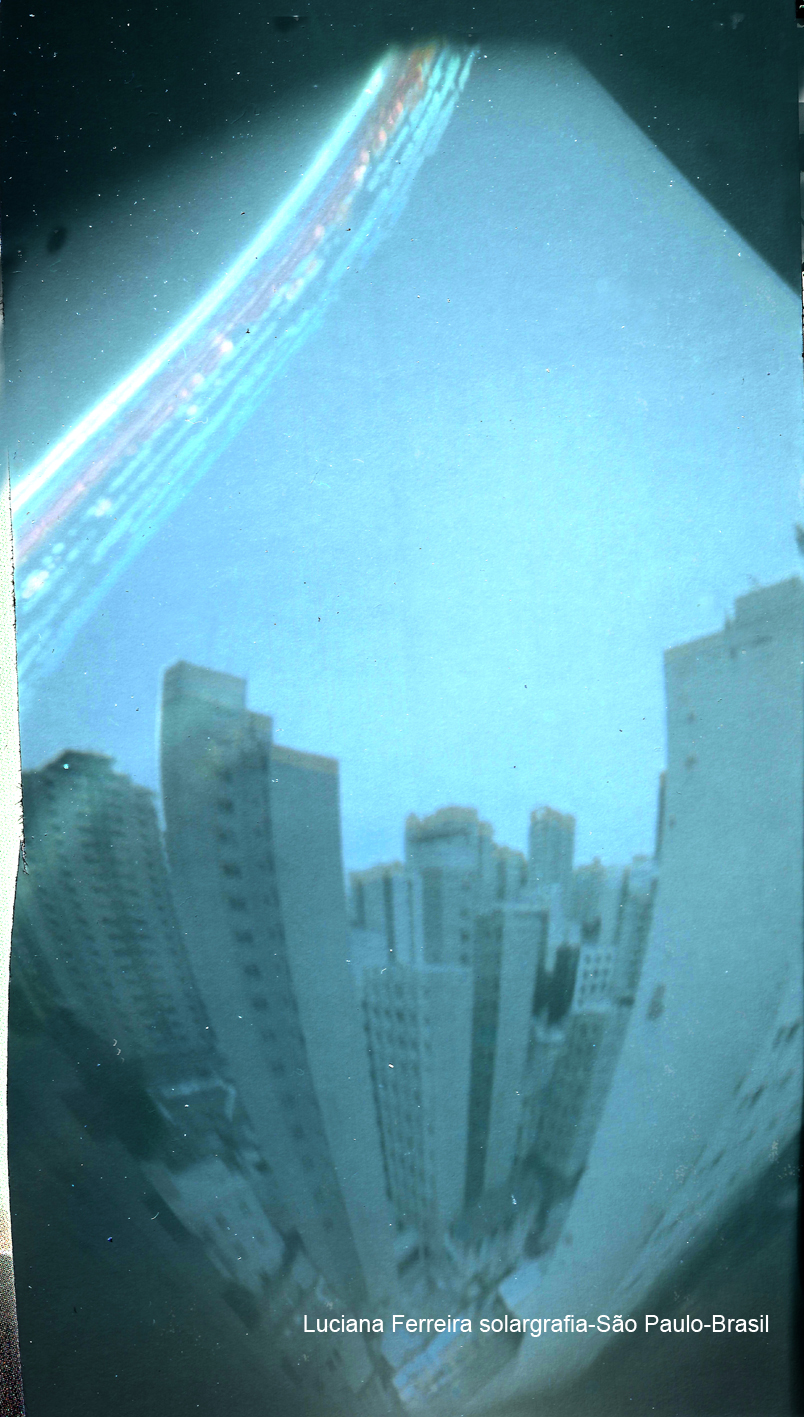
Solarigrafia feita em São Paulo, Brasil, que mostra os trilhos solares e a deformação dos edifícios pela forma cilíndrica da câmera.

Solarigrafia é um conceito e uma prática fotográfica baseada na observação da trajetória do Sol no céu (diferente em cada lugar da Terra) e no seu efeito na paisagem, captado por um procedimento específico que combina fotografia pinhole, processamento digital e difusão mundial pela Internet. Inventada por volta do ano 2000, a solarigrafia —também conhecida como solargrafia; solarigrafía em espanhol, solarygrafia/solarigrafia em polonês, solarigraphy em inglês, também solargraphy— usa papel fotográfico sem processamento químico, uma câmera pinhole e um scanner para criar imagens que captam a viagem diária do sol ao longo do céu com tempos de exposição muito longos, de várias horas a muitos meses. A solarigrafia é um caso extremo de fotografia de longa exposição, sendo que o uso não convencional de materiais fotossensíveis é o que a diferencia de outros métodos de captação de trajetórias solares como, por exemplo, as "heliografias" de Yamazaki.

## Começos
Em 2000, Diego López Calvín, Sławomir Decyk e Paweł Kula iniciaram um trabalho fotográfico global e sincronizado conhecido como "Projeto Solaris". Este trabalho, que mistura arte e ciência, baseia-se na participação ativa, através da Internet, de pessoas interessadas no movimento aparente do Sol, que é fotografado com câmeras pinhole artesanais carregadas com material fotossensível e submetidas a longas exposições de tempo. Experimentos anteriores com longas exposições em papéis fotossensíveis e com registro dos arcos solares no céu foram feitos no final dos anos 90 na Polônia pelos alunos Paweł Kula, Przemek Jesionek, Marek Noniewicz e Konrad Smołenski e nos anos 80 por Dominique Stroobant, respectivamente. Para isso, inventaram a palavra SOLARIGRAFÍA, SOLARIGRAFIA, cuja raiz "SOLAR" se refere ao objeto de estudo: o sol. O sufixo “GRAPHY” indica a possibilidade de escrita e o link “i” refere-se à natureza INTERNACIONAL do projeto, bem como à INTERNET, sendo este o método que utilizaram desde o início para disponibilizar o conceito e atrair pessoas de todo o mundo para participar. Desde então, à medida que outros fotógrafos ou amadores a conheceram e praticaram, novos projetos, workshops, exposições, coleções na web e espaços físicos têm sido desenvolvidos, sobre solarigrafia.

## Singularidades

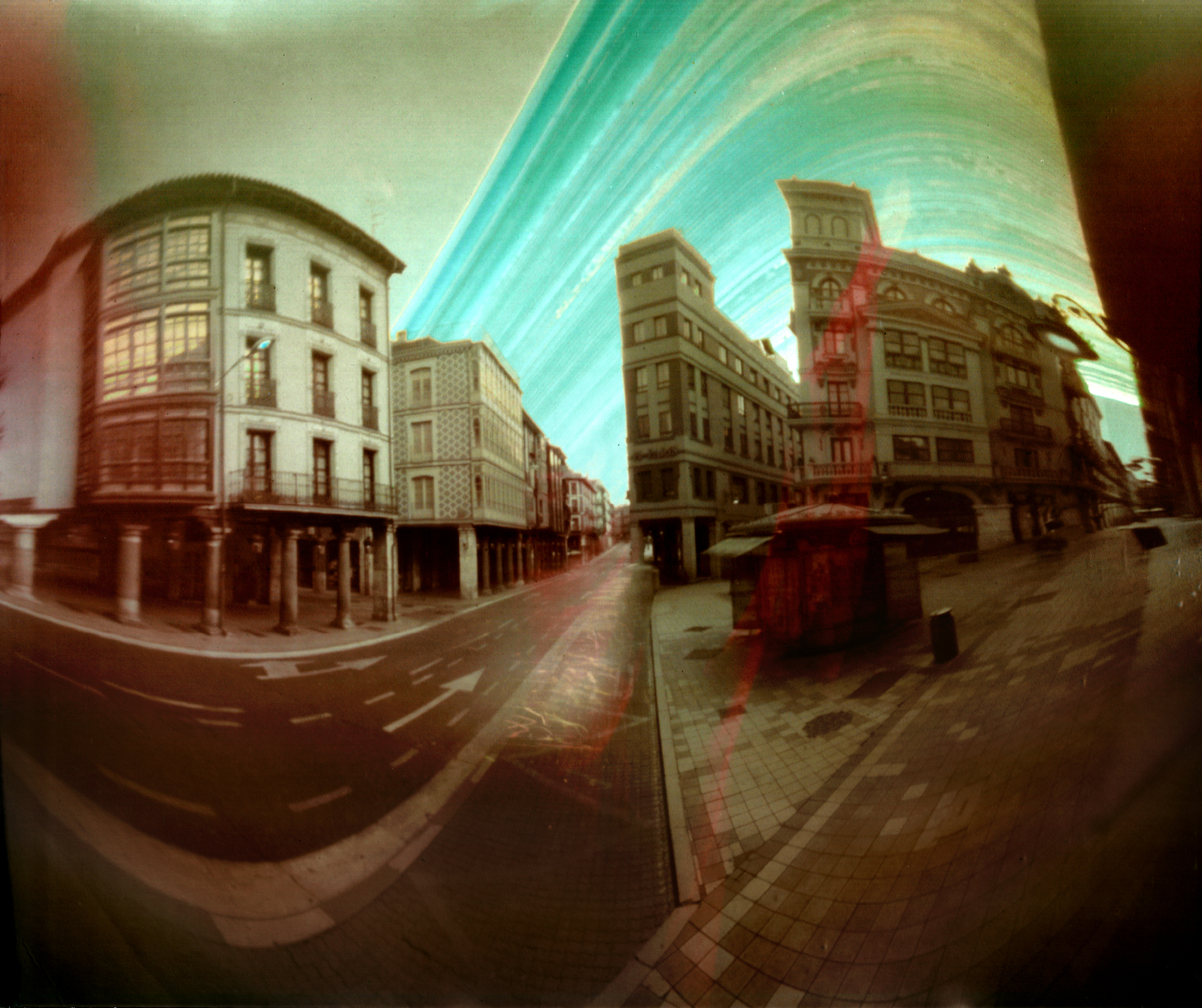
Solarigrafia que mostra os trilhos solares de julho 2018 até maio 2019, numa rua de Valladolid, Espanha.

As SOLARIGRAFIAS são imagens que mostram elementos reais mas que não podem ser percebidos a simples vista, representam as trajetórias aparentes do sol na abóbada celeste devido à rotação da Terra em seu eixo. Eles são feitos principalmente com câmeras pinhole e exposições muito longas, de um dia a seis meses entre o solstício de inverno e o solstício de verão ou vice-versa. As imagens mostram os diferentes trilhos do Sol que o observador tem de acordo com a respectiva latitude sobre a superfície terrestre. As câmeras são carregadas com materiais fotossensíveis (principalmente papel fotográfico em preto e branco) para que a luz do sol produza um escurecimento direto na superfície. As trajetórias do sol e a imagem da paisagem aparecem diretamente na superfície do papel formando um negativo que é digitalizado e tratado com um software de processamento de imagens para posterior publicação. Essas imagens também fornecem informações sobre os períodos em que o sol não parece estar brilhando, pois está oculto pelas nuvens, o que oferece informações sobre tempo e clima. Nas palavras de López Calvín: “Nessas imagens, a natureza se olha para além dos limites da nossa percepção. É uma espécie de visão que nos aproxima do que é importante dentro de uma paisagem vista pelos olhos, se os tivesse, das pedras ou árvores. Pessoas, animais, nuvens ou chuva são efêmeras. Tudo se move muito rápido e faltam-nos detalhes que precisam de mais tempo para serem percebidos. Graças a esse conceito, descobrimos uma forma de ver, algo que não se vê a simples vista. O Sol é um relógio que nos convida a refletir sobre a relação entre luz, espaço e tempo."

## Princípios técnicos e procedimento

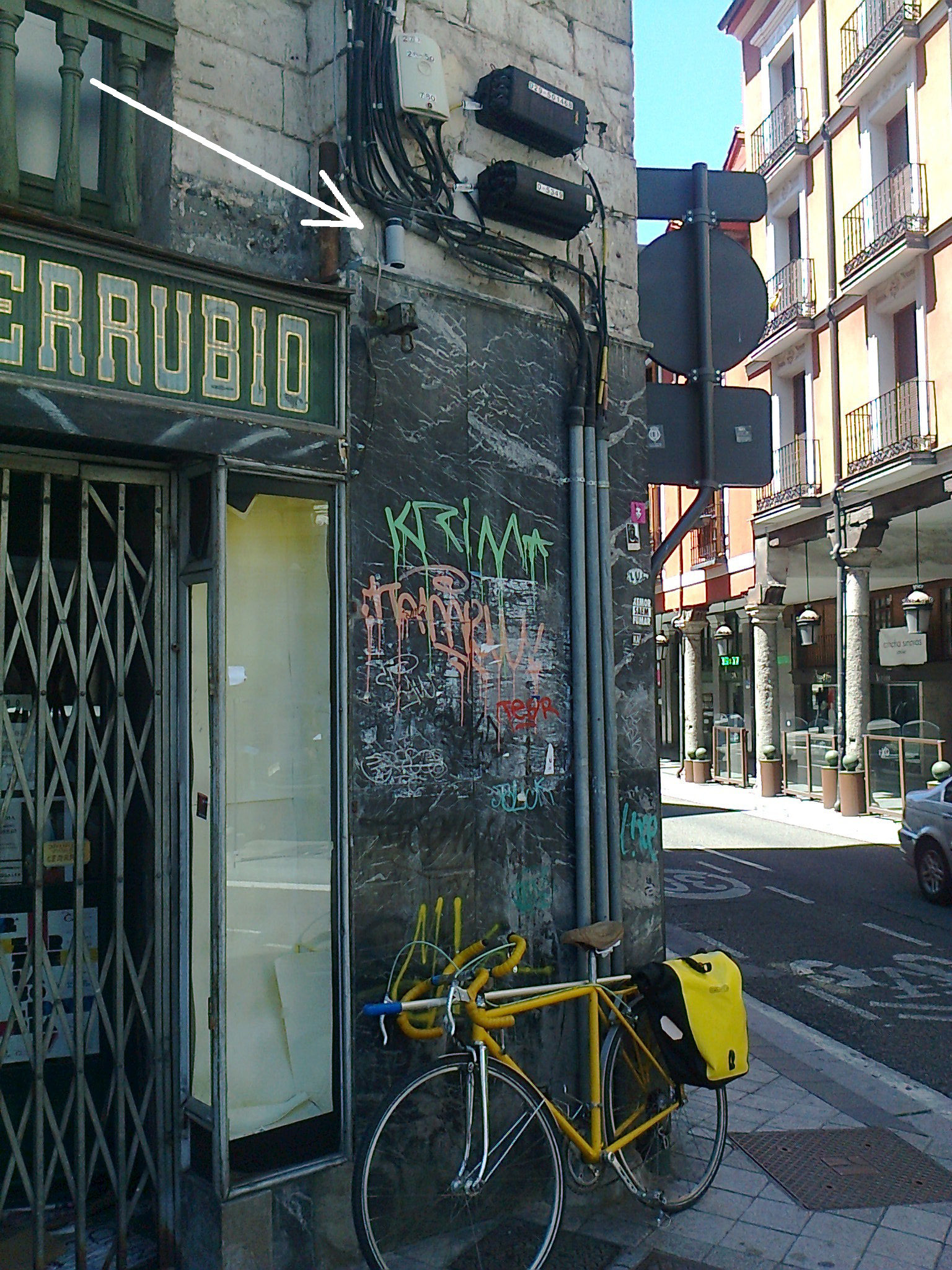
Localização da câmara solarigráfica, uma lata, colada num prédio para obter a imagem superior.

A chave da técnica é a natureza do papel fotográfico que escurece com a luz direta sem ter que revelá-lo, dando assim a sensibilidade ultrabaixa necessária para exposições longas. Embora as lentes possam ser utilizadas na obtenção de fotografias solares com tempos de exposição de algumas horas, para exposições mais longas é mais conveniente um orifício ou pinhole pelo qual a luz entra na câmara, o que permite o uso de câmaras caseiras, geralmente usando latas de bebida vazias, caixinhas de filme ou tubos de plástico reciclados. Um papel fotográfico para preto e branco é colocado dentro do recipiente que funciona como uma câmara pinhole, e uma vez fixado no local escolhido, geralmente apontando para leste, sul ou oeste, o orifício é descoberto permitindo que a luz entre, registre a passagem da luz solar, até o tempo que a câmera seja coletada. A imagem já visível naquele momento no papel, é negativa e efêmera, pois a luz continua a atuar na emulsão se for mostrada, por isso é necessário proteger o papel da luz e escaneá-lo para que possa ser visualizado em um formato utilizável. Esta segunda parte digital do processo inclui inverter a imagem para torná-la positiva e geralmente aumentar o contraste. Diferentes circunstâncias fazem com que as solarigrafias apresentem cores diferentes dependendo da cor da luz e do papel escolhido, mas também de condições como temperatura e umidade em diferentes momentos da impressão, além das mudanças químicas no papel durante a exposição.